# Krenyczi
Krenyczi (ukr. Креничі) – wieś na Ukrainie, w obwodzie kijowskim, w rejonie obuchowskim, w hromadzie Kozyn. W 2001 liczyła 135 mieszkańców, wśród których 122 wskazało jako ojczysty język ukraiński, 11 rosyjski, 1 białoruski, a 1 inny.